# Kämpfer
Kämpfer (niem. Kämpfer – wojownik) – seria light novel stworzonych przez Toshihiko Tsukiji. W 2009 roku wydano na ich podstawie 12-odcinkową serię anime a w 2011 roku wydano 2 kolejne odcinki noszące tytuł Kämpfer für die Liebe (tłum. wojownik dla miłości). Anime zawiera elementy ecchi, yuri i komediowe.

## Fabuła
Młody chłopak Natsuru Senou budzi się w ciele kobiety, a maskotka z serii Entrails Animals, którą dostał od przyjaciółki – Sakury, ożywa i mówi do niego. Okazuje się, że Natsuru został tzw. Kämpferem (wojownikiem), a ponieważ może nim być tylko dziewczyna, chłopak jako Kämpfer zmienia płeć. Do tego sprawę komplikują dwa fakty – raz, że Kämpfery dzielą się na 2 grupy (Niebiescy i Czerwoni) i ich głównym celem jest walka pomiędzy tymi dwoma drużynami. Dwa, że Sakura, w której Natsuru się podkochuje, zakochała się w jego żeńskiej formie.

## Bohaterowie
- Natsuru Senou – młody chłopak, chodzący do liceum koedukacyjnego. Wysoki, niebieskowłosy. Posiada niebieską bransoletkę i jest Kämpferem  typu Zauber, czyli atakuje za pomocą magii, głównie ognia. Często nie umie do końca dobrze zrozumieć celu działań dziewczyn, do tego ciężko mu się przyzwyczaić do bycia dziewczyną. Zakochany w Sakurze.
- Sakura Kaede – jedna z dwóch najładniejszych dziewczyn w liceum koedukacyjnym. Lubi Natsuru, ale zakochana jest w jego kobiecej formie. Nie ma ona pojęcia o Kämpferach i o tym, że dziewczyna Natsuru Senou i chłopak Natsuru to jedna i ta sama osoba.
- Akane Mishima – pierwszy inny Kämpfer, którego poznaje Natsuru. Również ma niebieską bransoletkę. Zazwyczaj jest to cicha, miła i porządna dziewczyna, z okularami, szatynka. Prawie zawsze ma jakieś skojarzenia erotyczne, które potem ją zawstydzają. Kiedy z kolei się zmienia w Kämpfera, staje się rudą, wulgarną i porywczą dziewczyną. Jest wtedy na tyle odważna, że nie zawaha się zabić niewinnej osoby swoim pistoletem. Jest zakochana w Natsuru jako chłopaku, ten jednak nie zauważa jej uczucia.
- Shizuku Sangō  – nazywana częściej Przewodniczącą z powodu swojej rangi w szkole, gdyż jest Przewodniczącą Rady Szkolnej. Wysoka brunetka, często poważna, ale za to również sprytna. Również Kämpfer, ma czerwoną bransoletkę. W czasie zmiany zmienia się jedynie kolor połowy jej włosów, które świecą. Walczy tzw. mieczem Schwert. Na początku walczy z Natsuru i Akaną, bo wierzy, że dzięki walce znajdzie odpowiedzi na dręczące ją pytania dotyczące Kämpferów. W dzieciństwie chciała zostać komediantką.
- Mikoto Kondou – przyjaciółka Natsuru z dzieciństwa. Zawsze jak jest u niego, to gotuje mu curry i największą obrazą dla niej jest zmarnowanie tego jedzenia. Na początku anime jest w trakcie podróży archeologicznej (była m.in. w Antigui i Barbudzie, Surinamie i Czadzie), skąd przesyła mu pocztówki. Po powrocie szukając Natsuru natrafia na zwierzaka serii Entrails Animals i zostaje Kämpferem – dostaje czerwoną bransoletkę. Zmienia się tylko wizualnie, z szatynki na dziewczynę z włosami koloru waniliowego. Używa tego samego typu broni co Shizuku Sangō oraz jest z nią w drużynie.